# Seth Curry
Seth Adham Curry (ur. 23 sierpnia 1990) – amerykański koszykarz grający na pozycji rozgrywającego, od 2024 zawodnik w drużynie Charlotte Hornets.
Przed grą w NBA występował w uniwersytecie Liberty, a następnie Duke. Jest synem byłego koszykarza – Della Curry’ego, a także młodszym bratem grającego w zespole Golden State Warriors, Stephena Curry’ego.
22 lipca 2015 roku podpisał dwuletnią umowę z klubem Sacramento Kings. 15 lipca 2016 zawarł kontrakt z Dallas Mavericks.
6 lipca 2018 został zawodnikiem Portland Trail Blazers.
10 lipca 2019 dołączył do Dallas Mavericks.
19 listopada 2020 trafił w wyniku wymiany do Philadelphia 76ers. 10 lutego 2022 został wytransferowany do Brooklyn Nets. 14 lipca 2023 zawarł kolejną w karierze umowę z Dallas Mavericks. 8 lutego 2024 trafił do Charlotte Hornets.

## Osiągnięcia
Stan na 2 marca 2024, na podstawie, o ile nie zaznaczono inaczej.

### NCAA
- Uczestnik rozgrywek:
  - Elite Eight turnieju NCAA (2013)
  - Sweet Sixteen turnieju NCAA (2011, 2013)
  - turnieju NCAA (2011–2013)
- Mistrz turnieju konferencji Atlantic Coast (ACC – 2011)
- Najlepszy pierwszoroczny zawodnik konferencji Big South (2009)
- Zaliczony do:
  - I składu:
    - ACC (2013)
    - pierwszoroczniaków Big South (2009)

  - II składu:
    - All-American (2013 – Sporting News)
    - turnieju ACC (2011)
    - Big South (2009)

  - III składu ACC (2012)

### D-League
- Zaliczony do:
  - I składu:
    - NBA D-League (2015)
    - debiutantów D-League (2014)

  - II składu NBA D-League Showcase (2014)
  - III składu NBA D-League (2014)
  - NBA D-League Showcase Honorable Mention Team (2015)
- Uczestnik:
  - D-League All-Star Game (2014–2015)
  - konkursu rzutów za 3 punkty (2015)
- Lider ligi w skuteczności rzutów wolnych (2015)

### NBA
- Zaliczony do I składu letniej ligi NBA Samsunga (2015)[10]
- Uczestnik konkursu rzutów za 3 punkty NBA (2019)

### Reprezentacja
- Mistrz świata U–19 (2009)